# Godtfred Holmvang
Godtfred Holmvang (né le 7 octobre 1917 à Bærum - mort le 19 février 2006 à Vancouver) est un athlète norvégien, spécialiste du décathlon.

## Biographie

### Palmarès
| Date | Compétition           | Lieu    | Résultat | Performance |
| ---- | --------------------- | ------- | -------- | ----------- |
| 1946 | Championnats d'Europe | Oslo    | 1er      | 6 987 pts   |
| 1948 | Jeux olympiques       | Londres | 10e      | 6 663 pts   |